# Lucian Truscott
Lucian King Truscott Jr. (ur. 9 stycznia 1895 w Chatfield, zm. 12 września 1965 w Alexandrii) – amerykański generał z okresu II wojny światowej.
W listopadzie 1942 roku Truscott dowodził 9000 żołnierzami z 64 Dywizji Piechoty oraz 66. Pułku Pancernego podczas operacji Torch, gdzie podlegał dowództwu gen. George’a Pattona.
Truscott brał też udział w lądowaniu aliantów na Sycylii (operacja Husky) w lipcu 1943 roku. Wziął także udział w alianckim lądowaniu pod Anzio (operacja Shingle) w styczniu 1944 roku, gdzie przejął dowództwo nad VI Korpusem  po generale Lucasie. W sierpniu 1944 roku dowodził amerykańskim VI Korpusem podczas alianckiego lądowania w południowej Francji (operacja Dragoon). Później otrzymał on dowództwo nad 5 Armią we Włoszech po gen. Marku Clarku, który z kolei dostał dowództwo nad 15 Grupą Armii. Po wojnie Truscott przejął dowództwo nad 3. Armią po gen. George’u Pattonie.
Truscott został awansowany na generała porucznika w 1944 roku, zaś 19 lipca 1954 roku na generała.